# Ernst Schäublin, boer en schilder
Ernst Schäublin, boer en schilder is een televisieportret van de Zwitserse schilder Ernst Schäublin, gemaakt in 1976 door Philo Bregstein, samen met zijn vrouw, de schilderes Marline Fritzius.
Schäublin vertelt zijn levensverhaal aan de hand van schilderijen die hij maakte, in totaal niet meer dan twaalf. Ze hangen alle in zijn chalêt in Klosters-Serneus in Graubünden en hij heeft ze nooit willen verkopen. Hij is als autodidact begonnen met schilderen en liet zich inspireren door Italiaanse renaissanceschilders, maar vooral door Matthias Grünewalds beroemde Isenheimer altaar, dat hij verschillende malen in Colmar bezocht. Hij was begin jaren twintig van de 20e eeuw als jonge man sterk beïnvloed door Tolstoi en uit Basel naar de bergen in Graubünden getrokken om boer te worden. In zijn weinige vrije tijd schilderde hij het eenvoudige boerenleven om zich heen, dat voor hem een paradijselijk ideaal was, en Bijbelverhalen die hij naar de moderne tijd verplaatste.
De film is uitgezonden op de Zwitserse televisie in 1977.